# マヘル・ミシャール
マヘル・ミシャール（アラビア語: ماهر مشعل、Maher Mishaal、1989年 - 2015年7月11日）は、サウジアラビアのカスィーム州出身のナシード歌手、ムジャーヒディーン。アブー・アル＝ズバイル・アル＝ジャズラウィ（Abu al-Zubair al-Jazrawi أبو الزبير الجزراوي）の名でも知られる。

## 経歴
彼は、2013年にテロ組織ISIL（イスラム国）に参加する以前は、母国サウジアラビアのテレビ番組でナシード歌手としてよく知られており、特にアル＝ビダヤTV（al-Bidayah TV）に出演していた。ISILに参加後の彼は、ISILが発表する戦闘ビデオ、処刑ビデオのBGMとして流れるナシードの歌手兼作曲家として有名になった。
また、彼はサウジアラビアのリヤドにあるモスクで、5年間ナシード歌手およびイマームとして働き、2013年4月にISILに参加したと「サウジ・ガゼット」紙は主張している。

## 死
2015年7月11日、アメリカ軍による空爆によって、シリアの都市アル=ハサカ近郊で死亡した。
2016年1月9日、ISILは"Nay the are alive with their Lord"と題した10分のドキュメンタリービデオを公開し、彼の人生と功績を讃えた。